# Ilnacorella viridis
Ilnacorella viridis är en insektsart som först beskrevs av Philip Reese Uhler 1895.  Ilnacorella viridis ingår i släktet Ilnacorella och familjen ängsskinnbaggar. Inga underarter finns listade i Catalogue of Life.